# 3. SS-Panzerdivision "Totenkopf"
La 3. SS-Panzer-Division "Totenkopf" era una divisione corazzata tedesca delle Waffen-SS in servizio nella seconda guerra mondiale. I suoi membri si macchiarono di molteplici crimini di guerra, sia sul fronte ovest che su quello est.

## Storia

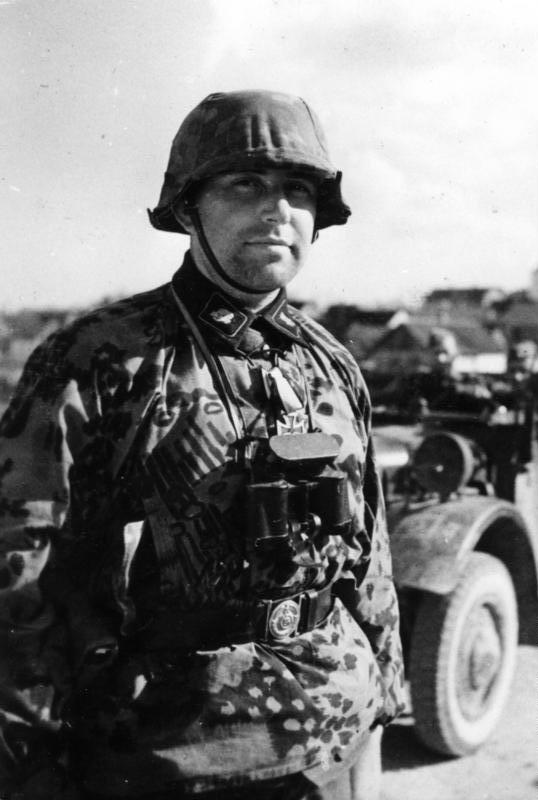
Un ufficiale della Divisione Panzer SS Totenkopf che indossa lo smock mimetico Palmenmuster

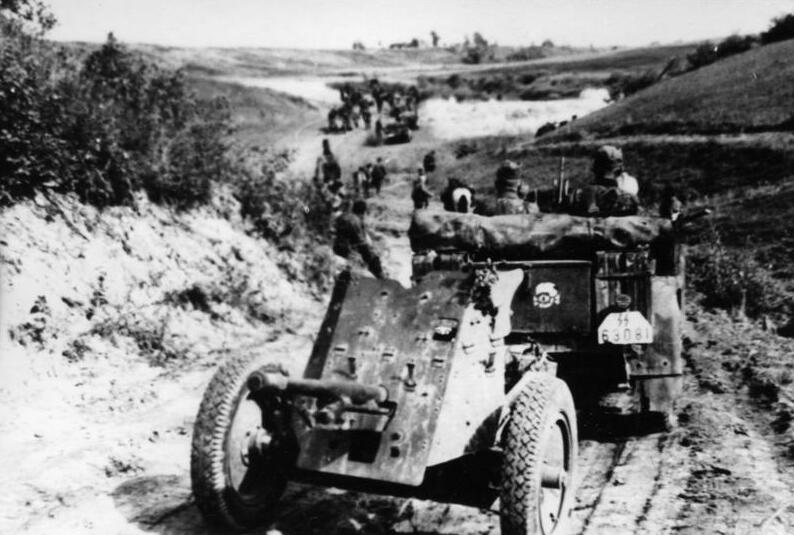
Sul fronte russo nel 1941 (da notare l'insegna di Reparto)

La 3ª Divisione Panzer SS "Totenkopf", costituita nel novembre 1939 con la riorganizzazione dei corpi armati delle SS con le Totenkopfverbände (circa 6.500 soldati) che avevano partecipato alla campagna polacca, insieme a uomini provenienti dalle SS-Verfügungstruppen e dalla compagnia Heimwehr Danzig, fu trasferita a Dachau per iniziare l'addestramento. Non deve essere confusa con le SS-Totenkopf-Standarten che vennero pure costruite nel novembre 1939 con soldati provenienti dalle Totenkopfverbände che però non fece mai parte dei corpi di combattimento delle Waffen-SS e forniva il personale per la sorveglianza dei campi di concentramento e di sterminio.
Durante la campagna di Francia fu inizialmente inserita nella riserva dell'esercito. Il 16 maggio 1940 la divisione fu trasferita nella zona operativa, venendo impegnata, a partire dal 19 maggio, in operazioni di rastrellamento nell'area di Cateau-Cambrésis e Cambrai. Fu durante questa fase che alcuni elementi, al comando dell'Hauptsturmführer Fritz Knochlein si resero protagonisti di una delle prime atrocità delle SS, il massacro di Le Paradis: presso una fattoria del villaggio di Le Paradis, nella zona del Passo di Calais, 99 soldati inglesi al comando del maggiore Lisle Ryder si arresero ai tedeschi. Le SS ammucchiarono l'equipaggiamento dei britannici e portarono i prigionieri fino a un campo poco lontano, chiuso da un capannone su un lato: davanti era stata scavata una fossa poco profonda e dietro questa erano state piazzate due mitragliatrici. I prigionieri vennero fatti marciare nella trincea e falciati dalle raffiche; quindi i tedeschi finirono i moribondi a colpi di baionetta o sparando alla nuca. Solo i soldati semplici Albert Pooley e William O'Callagan sopravvissero al massacro.
Il 31 maggio raggiunse le coste della Manica, poco a sud di Dunkerque; alla fine di giugno fu trasferita a Saint Pol. Nella seconda fase della Campagna di Francia, la "Totenkopf" fu impegnata essenzialmente nel proteggere i fianchi dell'avanzata principale, e in operazioni di rastrellamento e di custodia dei prigionieri di guerra. Al termine della guerra contro la Francia, la divisione aveva raggiunto il confine franco-spagnolo.
La "Totenkopf" rimase in Francia fino all'aprile del 1941 quando fu trasferita ad est e inserita nel Gruppo d'armate Nord, nell'imminente Operazione Barbarossa. Impegnata in Lituania e Lettonia, raggiunse la Linea Stalin a nord di Demyansk a luglio, e in seguito i sobborghi di Leningrado, dove fu impegnata dal 13 luglio al 25 agosto: ai primi di agosto, soldati della "Totenkopf" riuscirono ad occupare la città di Chudovo, importante snodo ferroviario sull'asse Leningrado-Mosca.
In questo periodo alla divisione fu aggregato il Freikorps Danmark. Tra l'autunno e l'inverno del 1941, i sovietici lanciarono diverse offensive contro il settore nord del fronte, e durante una di queste intrappolò la divisione nella sacca di Demyansk. Solamente nell'aprile del 1942 quanto rimaneva della divisione, rinominato Kampfgruppe Eicke, riuscì a rompere l'accerchiamento e a raggiungere le rive del fiume Lovat. Alcune unità rimasero comunque nell'area di Demyansk, finché in ottobre l'intera divisione fu trasferita in Francia.
In questo periodo, mentre veniva riorganizzata ed equipaggiata con nuovi carri, la divisione prese parte all'occupazione della Francia di Vichy e in operazioni contro i partigiani nella zona di Limoges.

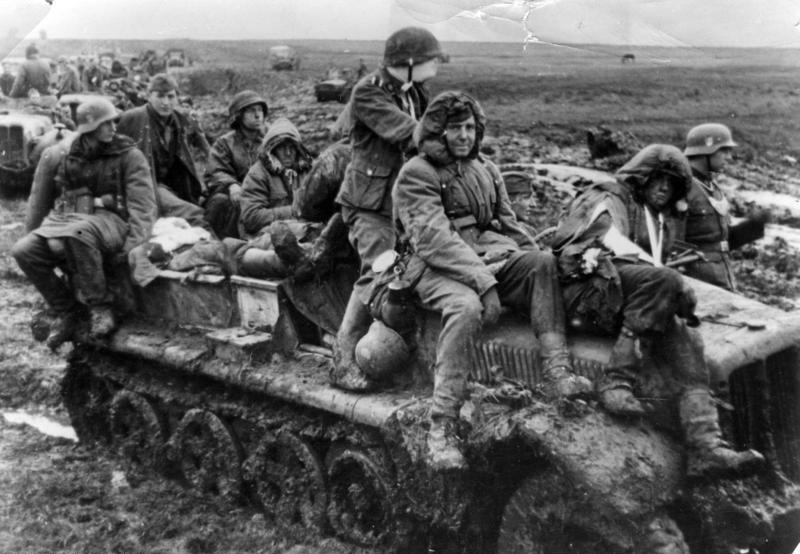
Trasporto feriti sul fronte russo

A febbraio del 1943, la divisione fu nuovamente trasferita ad Est, come parte del Gruppo d'armate Sud, per arginare l'offensiva invernale sovietica che aveva distrutto la 6ª Armata tedesca a Stalingrado. Dopo aver partecipato, insieme alla "Leibstandarte SS Adolf Hitler" e alla "Das Reich", alla terza battaglia di Kharkov, nel corso della quale il comandante Eicke rimase ucciso, la divisione partecipò alla decisiva battaglia di Kursk, la più grande e sanguinosa battaglia tra carri dell'intera guerra. Nei primissimi giorni le SS ottennero qualche successo, ma la potenza raggiunta dall'Armata Rossa fece fallire l'operazione. Dopo questa battaglia, la Wehrmacht fu costretta quasi esclusivamente sulla difensiva per il resto della guerra, e anche la "Totenkopf", impegnata in azioni difensive prima nella zona di Stalino, poi, tra settembre e ottobre, lungo il Dnepr.
Nel febbraio del 1944 fu aggregata all'VIII Armata e dirottata dapprima a Čerkasy, quindi verso Kishinev (Chișinău), e da qui verso la Romania, dove combatté tra Târgu Frumos e Pașcani nella Battaglia di Târgu Frumos. Nel frattempo, al centro del fronte, i russi avevano lanciato la più massiccia offensiva dell'intera guerra, distruggendo decine di unità tedesche, e operando uno sfondamento per 500 chilometri in sole quattro settimane, raggiungendo la Polonia. Con le forze sovietiche nei sobborghi di Varsavia, iniziò la rivolta, e la divisione prese parte alla brutale repressione e alla successiva controffensiva tedesca che sospinse i sovietici oltre la Vistola. Solo la "Totenkopf" e la "Wiking" (con alcune unità della divisione d'élite della Luftwaffe, la 1. Fallschirm-Panzer-Division "Hermann Göring") presero parte a questa controffensiva tedesca.
Successivamente la divisione fu inviata a Budapest, (Operazione Frühlingserwachen), insieme ad altre sei divisioni delle Waffen-SS (la "Leibstandarte SS Adolf Hitler", la "Das Reich", la "Wiking", la "Hohenstaufen", la "Hitlerjugend" e la "Reichsführer SS"), per cercare di aprire un varco alle forze tedesche rimaste intrappolate nella città. Dopo aver lanciato un attacco nella zona dell'aeroporto, combatté duramente nel settore di Stuhlweißenburg ma ormai le difese russe si erano fatte invalicabili, e le divisioni SS furono costrette a sospendere l'attacco.
Successivamente iniziò una lunga ritirata verso Vienna, dove la divisione, ridotta a poco più di 1.000 uomini, si arrese agli americani il 9 maggio 1945, ma quasi tutti i suoi membri furono consegnati ai sovietici, che ne richiedevano la consegna quali criminali di guerra.
Nel 2013 il sociologo Joerg Becker ha scoperto che durante la seconda guerra mondiale Horst Tappert (celebre protagonista del telefilm L'ispettore Derrick), nel 1943, militò nella 3ª divisione corazzata "Totenkopf", un segreto che l'attore non ha mai rivelato in nessuna intervista.

## Teatri operativi
- Fronte occidentale, maggio 1940 - maggio 1941
- Fronte orientale, giugno 1941 - ottobre 1942
- Francia (riposo e addestramento), novembre 1942 - febbraio 1943
- Fronte orientale, marzo 1943 - maggio 1945

## Decorati con la Croce di Cavaliere

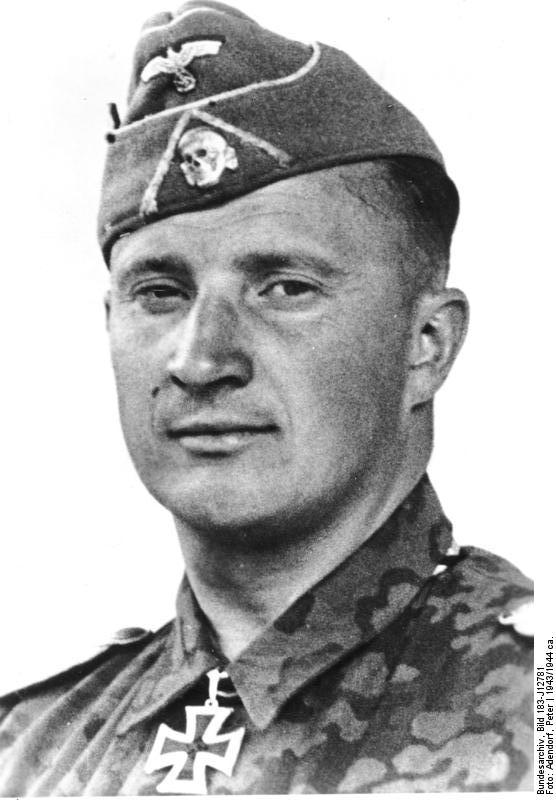
Immagine di decorato

In totale furono 47 i decorati con la Croce di Cavaliere della Croce di Ferro.

## Comandanti
- SS-Obergruppenführer Theodor Eicke (1º novembre 1939 - 7 luglio 1941)
- SS-Obergruppenführer Matthias Kleinheisterkamp (7 luglio 1941 - 18 luglio 1941)
- SS-Obergruppenführer Georg Keppler (18 luglio 1941 - 19 settembre 1941)
- SS-Obergruppenführer Theodor Eicke (19 settembre 1941 - 26 febbraio 1943)
- SS-Gruppenführer Hermann Priess (26 febbraio 1943 - 27 aprile 1943)
- SS-Gruppenführer Heinz Lammerding (27 aprile 1943 - 15 maggio 1943)
- SS-Gruppenführer Max Simon (15 maggio 1943 - 22 ottobre 1943)
- SS-Gruppenführer Hermann Priess (22 ottobre 1943 - 21 giugno 1944)
- SS-Standartenführer Karl Ullrich (temporaneamente) (20 giugno 1944-13 luglio 1944)
- SS-Brigadeführer Hellmuth Becker (21 giugno 1944 - 8 maggio 1945)